# حنكور
الحُنْكُور أو زقزاق السرطان (Crab Plover) (الاسم العلمي: Dromas Ardeola)، من الطيور التي تتكاثر في الخليج العربي، ويمكن مشاهدته في جزيرة بوبيان بكثرة، حجم الطائر كبير ولونه أبيض وأسود، قد يشبه الطائر النكات في اللون ولكن منقاره قصير وغليظ ولونه أسود. يفضل المناطق الساحلية والمسطحات الطينية وقد يرى أيضاً في مناطق الشعاب المرجانية، مقيم شائع جداً ويتكاثر.

## الوصف
طول زقزاق السرطان 38 سنتيمتراً، وهو طائر أنيس يقترب بسهولة وليس خجولاً أبداً. أجنحته طويلة ومدبَّبة، وذيله قصير، وأما منقاره فهو قوي ويشبه منقار المالك الحزين. الأرجل طويلة، والأصابع الأمامية متوسطة الشبه براحة اليد، الإصبع الخلفيّ موجود ولونه أبيض، ظهره وجناحاه سودوان وأرجله رمادية زرقاء. الجنسان متشابهان، والذكر أكبر قليلاً في الحجم.

## السلوك
زقزاق السرطان طائر اجتماعيّ يخوض في الماء. له وقفة متنصبة واضحة ومميزة، وهو يطير بقوة ورقبته وأرجله ممتدة، ويركض بسرعة. يتغذّى على طول السواحل على السرطان والرخويات، وينشط في الغسق، ويوجد عادة في أسراب. يبني هذا الطائر أعشاشه على شكل مستعمرات في تجاويف (حفر) على الضفاف الرملية. تضع الأنثى بيضة واحدة كبيرة بيضاء اللون، وتفقس الصغار المبكرة النشاط مغطاة بزغب رمادي. وتستطيع أن تركض فوراً بعد أن تخرج من البيضة.

## اقرأ أيضا
- تطور الطيور
- النحام الكبير فنتير
- البلشون الرمادي
- أبو قردان (بلشون البقر)
- بلشون الصخر
- أبوملعقة
- الحذف الشتوي (بطة)